# Verfassung von Schweden
Die schwedische Verfassung besteht aus vier Grundgesetzen, ist also anders als der Idealtypus der neuzeitlichen Verfassung kein Einzeldokument:
- Regierungsform (Regeringsformen, RF) aus dem Jahr 1975, revidiert 1980, 1994 (um den Beitritt zur EU zu ermöglichen) und 2010. Es definiert die bürgerlichen Grundrechte und Freiheiten sowie die Staatsorganisation und kommt dem Idealtypus der neuzeitlichen Verfassung am nächsten.
- Thronfolgegesetz (Successionsordningen, SO) aus dem Jahr 1810, revidiert 1979 (Ermöglichung der weiblichen Thronfolge).
- Gesetz über die Pressefreiheit (Tryckfrihetsförordningen, TF) aus dem Jahr 1949, das den Schutz der freien Presse und den Zugang zu Dokumenten der öffentlichen Verwaltung (Informationsfreiheit) garantiert.
- Grundgesetz über die Freiheit der Meinungsäußerung (Yttrandefrihetsgrundlagen, YFL) aus dem Jahr 1991, das die Meinungsfreiheit in anderen Medien als der Presse, wie Rundfunk, Fernsehen, Film und Video, garantiert.

Mitunter wird auch die 
- Reichstagsordnung (Riksdagsordningen erstmals 1617, heute gültige Fassung aus dem Jahr 1974) als Verfassungsdokument gesehen. Sie bestimmt die Organisation und Verfahrensweise der Legislative (Geschäftsordnung des Parlaments).